# Cancionero general
El Cancionero general o Cancionero general de Hernando del Castillo es una antología lírica de poesía en castellano de la tardía Edad Media y del temprano Renacimiento, principalmente de los reinados en Castilla y León de Enrique IV y de los Reyes Católicos. Fue recopilada por Hernando del Castillo a partir de 1490 e impresa por primera vez en 1511, con el nombre de Cancionero general de muchos y diversos autores. Tuvo un gran éxito en la época. Era una amplia muestra de la poesía del siglo XV, de la lírica cancioneril que convivía con la novedosa italianizante, una poesía de entretenimiento compuesta para ser recitada en la Corte.

## Contenido
En sus páginas aparece un repertorio metafórico y estilístico de imágenes poéticas que emplearán escritores posteriores de la talla de San Juan de la Cruz, por ejemplo, entre otros del Siglo de Oro. Hernando del Castillo era un librero del reino de Castilla, posiblemente avecindado en Segovia, pero que en las décadas iniciales del siglo XVI, se estableció en Valencia. En el prólogo a la edición de 1511 nos dice que pasó veinte años recopilando los poemas en castellano, su lengua materna, que circulaban por España a finales del siglo XV, hasta que encontró a un mecenas, el conde de Oliva, Serafín de Centelles; a un impresor, Cristóbal Cofman; y a un financiero, el italiano Lorenzo Gavot o Gavoto, dispuestos a invertir dinero y tiempo en la edición de una compilación de poemas y coplas no publicadas hasta entonces, o cuando  menos, muy poco difundidas. El Cancionero general fue un auténtico best seller en el Siglo de Oro, con nueve ediciones hasta 1573, pero más tarde cayó en el olvido y no volvió a editarse hasta 1882, en parte porque la censura orilló sus obras más procaces, blasfemas y, en algunos casos, críticas con los estamentos sociales superiores,así como por contener diversas burlas dedicadas a los judeoconversos.
Un reducido número de los poemas contenidos son obra de autores más antiguos, como Juan Rodríguez del Padrón, Juan de Mena, Lope de Stúñiga, Fernán Pérez de Guzmán y el Marqués de Santillana, o bien de poetas que vivieron durante el reinado de Enrique IV de Castilla, como Jorge Manrique, Diego de Burgos, Antón de Montoro y Juan Álvarez Gato. Los demás autores, hasta alcanzar el número de 138 que componen el Cancionero (exceptuando las obras anónimas), son del periodo de los Reyes Católicos. Podemos citar entre ellos algunos como Juan del Encina, Pedro de Acuña, Alonso de Proaza o Garci Sánchez de Badajoz.

## Estructura
La obra contiene nueve apartados según el tema:
- Devoción y moralidad
- Obras de poetas diversos
- Canciones
- Invenciones y letras de justadores
- Motes y sus glosas
- Villancicos
- Preguntas y respuestas
- Obras menudas
- Obras de burlas

El cancionero contiene escasas y problemáticas indicaciones biográficas, pero esta dificultad ha sido resuelta en parte gracias a estudios modernos como los de Óscar Perea Rodríguez y las notas de la edición crítica de Joaquín González Cuenca, premiada por la Real Academia de la Lengua Española.

## Ediciones y difusión
La primera edición del Cancionero General se terminó de imprimir en Valencia en enero de 1511, en la imprenta de Cristóbal Koffman. Fue luego reeditada numerosa veces durante el siglo XVI, lo que da idea de su éxito y difusión. Se conocen las siguientes ediciones:
- Valencia, 1511, del impresor Cristóbal Koffman, primera edición.
- Valencia, 1514, del impresor Jorge Costilla.
- Toledo, 1517 y 1520, del impresor Juan de Villaquirán.
- Toledo, 1527, de impresor Ramón de Petras.
- Sevilla, 1535 y 1540, del impresor Juan Cromberger.
- Amberes, 1557 y 1573, de los impresores Martín y Philippe Nucio.

Algunas ediciones sufrieron la censura de la sección de obras de burlas, por su contenido erótico o incluso obsceno. Obtuvieron tanto éxito que en 1519 se editaron independientemente con algunos otros poemas añadidos, como la Carajicomedia, en el llamado Cancionero de obras de burlas provocantes a risa.
El Cancionero General fue inspiración para otras recopilaciones similares de poesía en otras lenguas, como el Cancionero General de García de Resende, publicado en Lisboa en 1516.
La mejor edición moderna, que además es crítica, es la de Joaquín González Cuenca, Cancionero general de Hernando del Castillo (Madrid: Castalia, 2004, 5 vols), galardonada con el premio y medalla de la Real Academia Española.